# ترور نافرجام رونالد ریگان

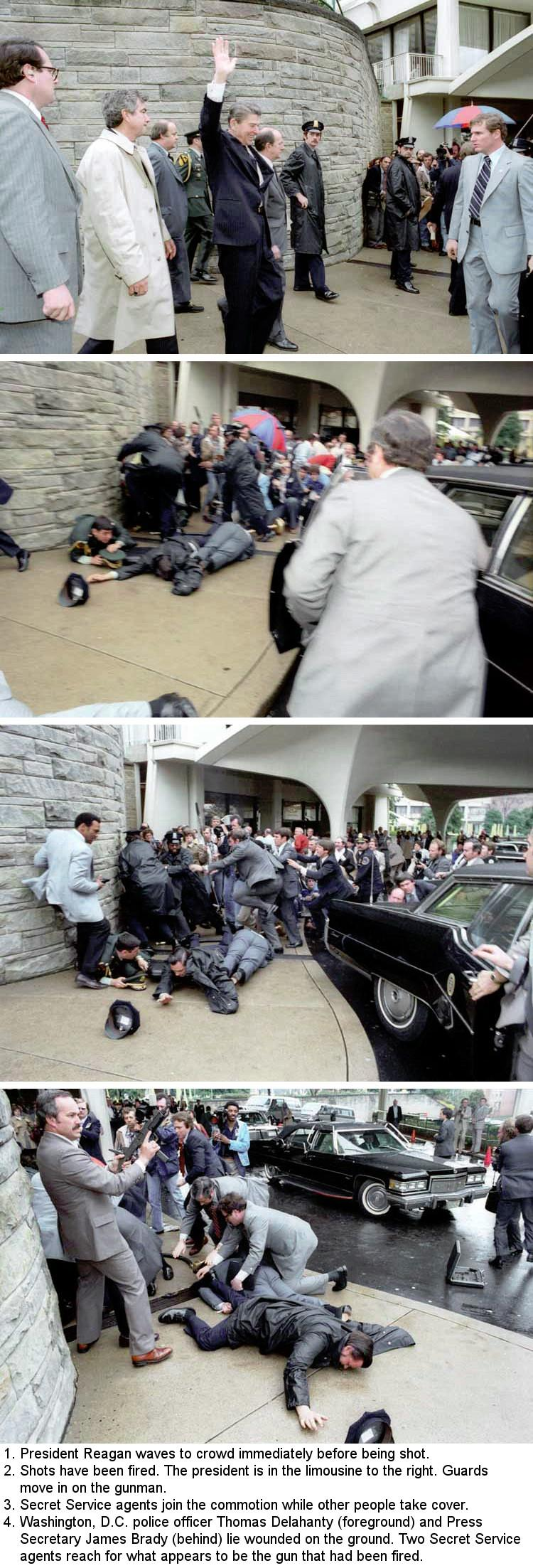
عامل سرویس مخفی رابرت وانکو در آخرین عکس در حال حمل یک یوزی دیده می‌شود.

اقدام به ترور رئیس‌جمهور ایالات متحده آمریکا، رونالد ریگان در تاریخ ۳۰ مارس سال ۱۹۸۱ ،۶۹ روز پس از شروع ریاست جمهوری وی رخ داد. در هنگام خروج پس از سخنرانی در هتل هیلتون واشینگتن، ریگان و سه نفر دیگر به ضرب گلوله جان هینکلی زخمی شدند. انگیزه هینکلی برای حمله، تحت تأثیر قرار دادن بازیگر زن، جودی فاستر بود که پس از دیدن او در فیلم راننده تاکسی دلداده اش شده بود.
جان هینکلی، عامل ترور رونالد ریگان، بعد از سی و پنج سال (سال ۲۰۱۶ ) به طور مشروط و تحت نظر و اعمال محدودیت های اجتماعی از تیمارستان آزاد شد و در ژوئن ۲۰۲۲ به طور کامل و بدون شرط آزاد شد.